# Cuestión de Coímbra
La cuestión de Coímbra fue una polémica que agitó el mundo literario portugués durante seis meses del año 1866. Oponía a los partidarios del romanticismo, reunidos en torno a la figura de António Feliciano de Castilho, contra los jóvenes escritores e intelectuales de la ciudad universitaria de Coímbra, abiertos a ideas nuevas venidas de Europa. Esta polémica señaló el comienzo de una evolución literaria portuguesa, pero, más generalmente, fue el primer signo de renovación ideológica y política en el Portugal del siglo xix.

## Los protagonistas
Por un lado, António de Castilho patrocinaba oficialmente a escritores más jóvenes como Ernesto Biester, Tomás Ribeiro o Manuel Joaquim Pinheiro Chagas, y su influencia y relaciones le permitían hacerlo facilitando la vida literaria a numerosos literatos, que le devolvían el favor con elogios interesados (Antero de Quental habló de ellos como «la escuela del elogio mutuo»). Estos artistas se creían defensores del academicismo, del formalismo y del romanticismo, estilos que caracterizaban la producción literaria pasada. Rechazaban las nuevas formas literarias, en especial el realismo y el naturalismo.
Contra este conservadurismo militaban Antero de Quental y los partidarios de una intervención y una renovación en la vida política y cultural portuguesas. Estos jóvenes escritores e intelectuales querían distinguirse en el futuro y se reagruparon bajo el término de generación de 1870.

## La polémica
En 1865, invitado a escribir un comentario al Poema da mocidade, de Pinheiro Chagas, António de Castilho aprovechó la ocasión para criticar, bajo la forma de una carta al editor António Maria Pereira (Carta ao Editor António Maria Pereira), a un grupo de autores de Coímbra. En ella, los acusaba de exhibicionismo, escasa claridad de intenciones y abordar temas que nada tenían que ver con la poesía, además de faltar al buen gusto y al buen sentido. Estos escritores eran Teófilo Braga, Antero de Quental y José Cardoso de Vieira de Castro.
Antero de Quental respondió en el mes de noviembre con una carta titulada Bom-senso e bom-gosto (Buen sentido y buen gusto), en la que defendía la independencia de los jóvenes escritores; hacía hincapié en la importancia de la misión de los poetas en una época de grandes transformaciones y la necesidad que tenían de ser los mensajeros de las grandes cuestiones ideológicas de su tiempo, destacando lo absurdo, inútil y fútil de la poesía de Castilho.
Le siguió Teófilo Braga, quien publicó un texto donde decía que Castilho debía su fama a ser ciego. Después, Antero asumió la defensa planteando la necesidad de crear una literatura que estuviera a la altura de los asuntos más importantes. Junto a estas intervenciones se añadieron otras que fueron alimentando el conflicto; el tono irreverente con que se había dirigido a Antero el anciano escritor y la referencia a su ceguera por parte de Teófilo Braga causaron cierto escándalo. Ramalho Ortigão, impresionado, denunció en un folleto titulado Literatura hoy en día (1866) la tosquedad de estos jóvenes artistas, aunque afirmó no entender lo que realmente estaba en juego en este debate.[cita requerida] Este folleto dio lugar a su vez a un duelo entre su autor y Antero. Un nuevo artículo, escrito esta vez por Camilo Castelo Branco a favor de Castilho, no despertó reacciones. En realidad, no se añadía nada a las dos publicaciones de Antero durante los largos meses que duró esta polémica.
Eça de Queiroz, en su novela El crimen del Padre Amaro, fue de manera implícita el modelo de los escritores jóvenes y rebeldes. Como escribió Fidelino de Figueiredo:

En el pequeño ambiente de Coímbra se condensaban en un cuerpo de ideas las influencias más dispares y de procedencia más heterogénea. El orientalismo, el folklore con intenciones étnicas, la filología y la metafísica alemanas, el realismo francés, la filosofía de la historia, el socialismo, el positivismo y las generosas teorías de confraternización y filantropía: todas esas novedades se confundían, excitando en aquella exaltada juventud tendencias metales diametralmente opuestas al agotado romanticismo. La poesía humanitaria de Víctor Hugo, el historicismo poético de Leconte de Lisle, el satanismo de Baudelaire, la crítica de Renán, el intelectualismo de Taine, el revolucionarismno apostólico de Michelet, el positivismo de Comte, el realismo de Flaubert, el socialismo de Engels y Lasalle fueron las principales fuentes espirituales de esa generación irreverente.
—Fidelino de Figueiredo, Historia literaria de Portugal, Buenos Aires, Espasa, 1949, vol. 3, p. 61.

La querella se prolongó o reverdeció después en Lisboa, al celebrarse en 1871 las Conferencias del Casino, también llamadas «Conferencias democráticas». Por entonces, todos los implicados en la polémica se hallaban allí, y se dio lugar a la creación de la generación literaria de los setenta. La polémica determinó el ambiente intelectual durante al menos treinta años más.